# Pseudomonacanthus
Pseudomonacanthus es un género de peces de la familia Monacanthidae, del orden Tetraodontiformes. Este género marino fue descrito científicamente en 1865 por Pieter Bleeker.

## Especies
Especies reconocidas del género:
- Pseudomonacanthus elongatus Fraser-Brunner, 1940
- Pseudomonacanthus macrurus (Bleeker, 1857)
- Pseudomonacanthus peroni (Hollard, 1854)
- Pseudomonacanthus tweediei Fraser-Brunner, 1940